# Karel Jan Hora
Karel Jan Hora (10. února 1881 Bílé Poličany – 1974 Johannesburg) byl český technik, diplomat a obchodník, znalec Japonska.

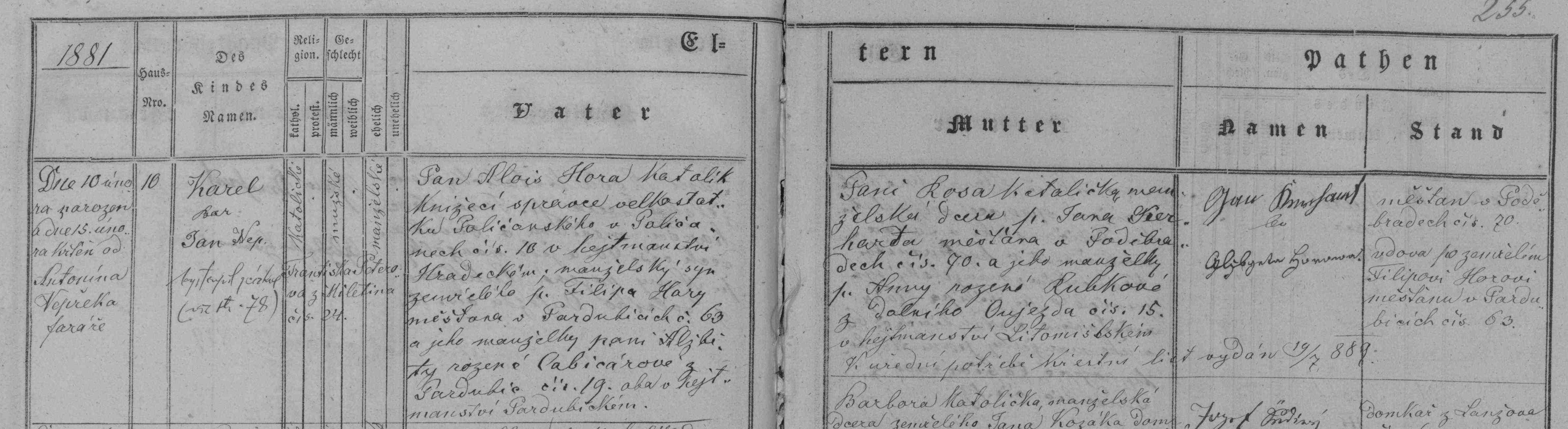
Karel Jan Hora, záznam v matrice narozených

## Životopis

### Mládí
Narodil se v Bílých Poličanech v zámožné rodině. Jeho otec Alois Hora byl ředitelem biskupského panství v Chrasti u Chrudimi a později ředitelem na dalších panstvích. Jeho matka Růžena, rozená Kerhartová, byla sestrou Františka Kerharta, který byl radním v Pardubicích a rovněž zakladatelem firmy Kerhart a Tachecí v Pardubicích.
Po absolvovaní třech ročníků měšťanky v Holicích přestoupil Karel Jan na reálné gymnázium v Pardubicích, které ukončil v roce 1898. Poté nastoupil v Pardubicích na poštu do oddělení pro zřizování telegrafů a telefonů. Asi v roce 1901 odjel do USA, kde pracoval v elektrotechnických závodech. Během pobytu v USA vystudoval techniku. Jeho posledním zaměstnavatelem byla japonská firma, která ho okolo roku 1905 odeslala do Ósaky v Japonsku, kde byl zaměstnán firmou Osaka Gas Company při stavbě plynárny. Jeho kvalifikaci zvyšovalo, že kromě dalších jazyků ovládal i japonštinu.

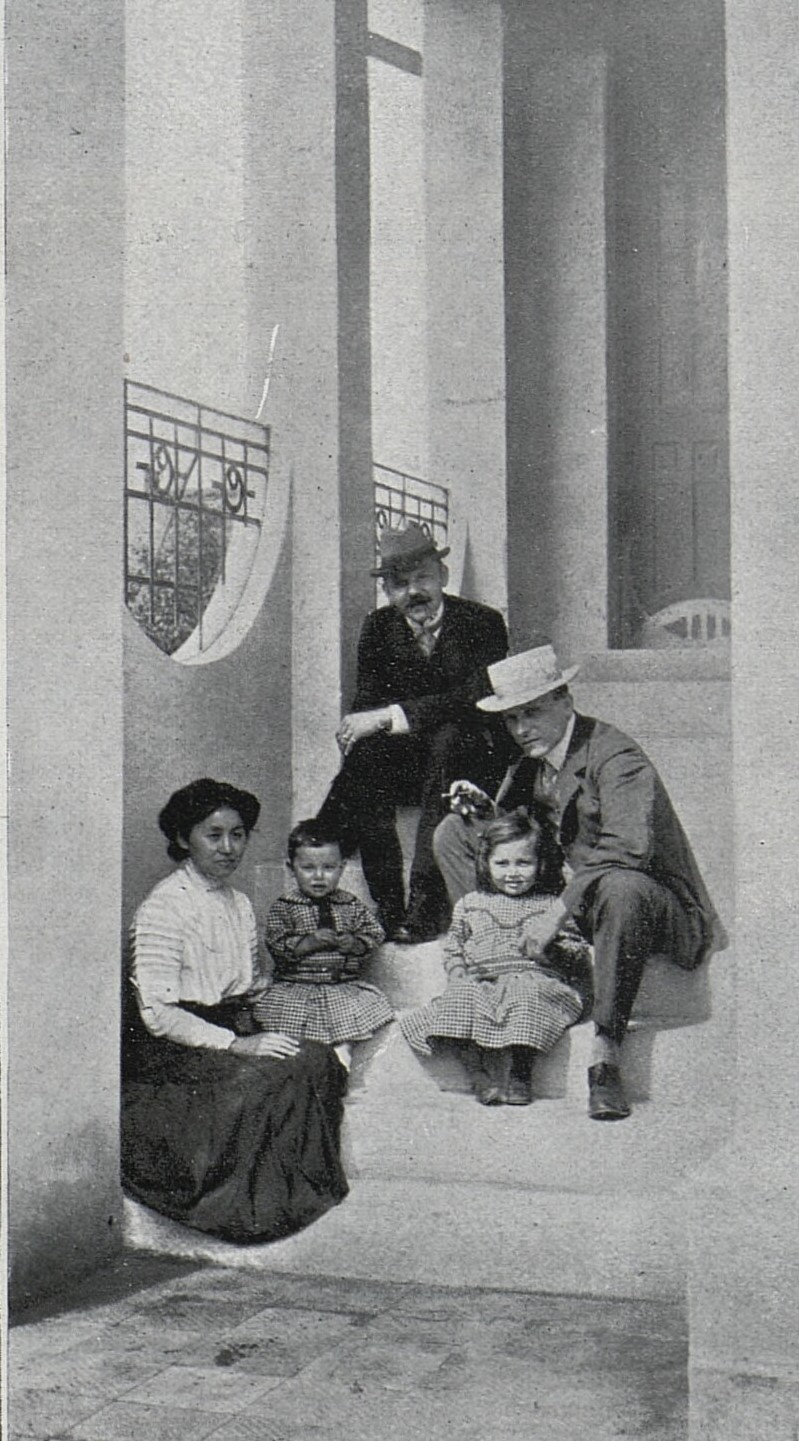
Karel Jan Hora (vpravo) s rodinou a Aloisem Svojsíkem v Poděbradech (1910)

### Pobyt v Asii

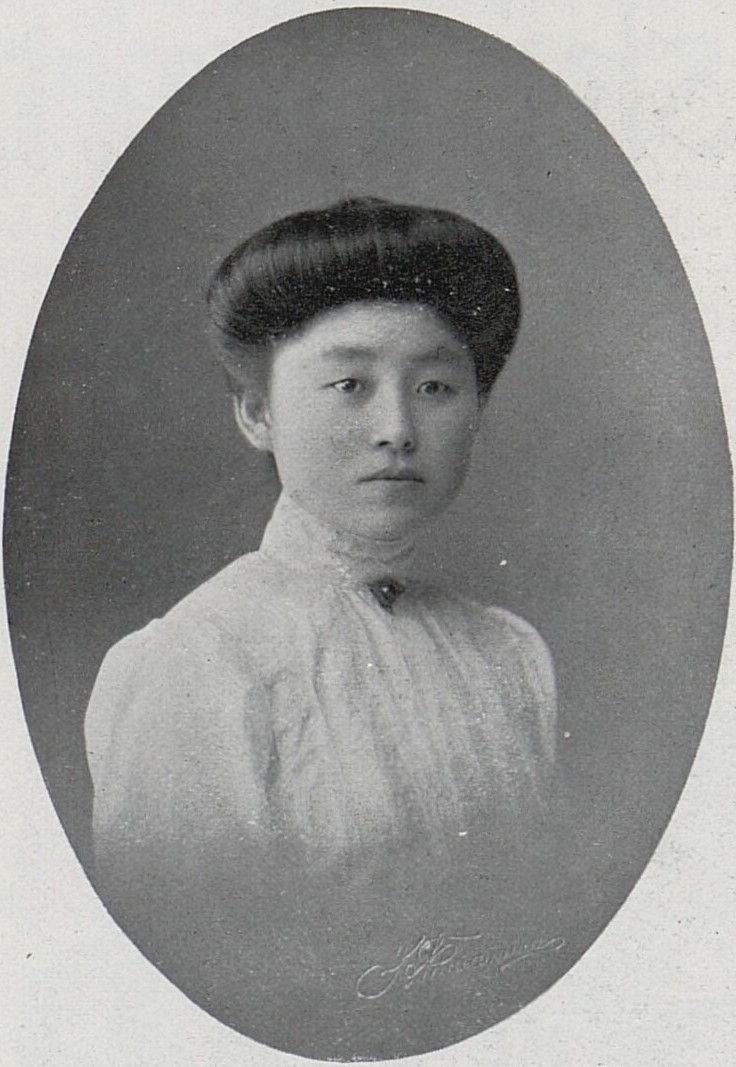
Fuku Horová, Horova manželka

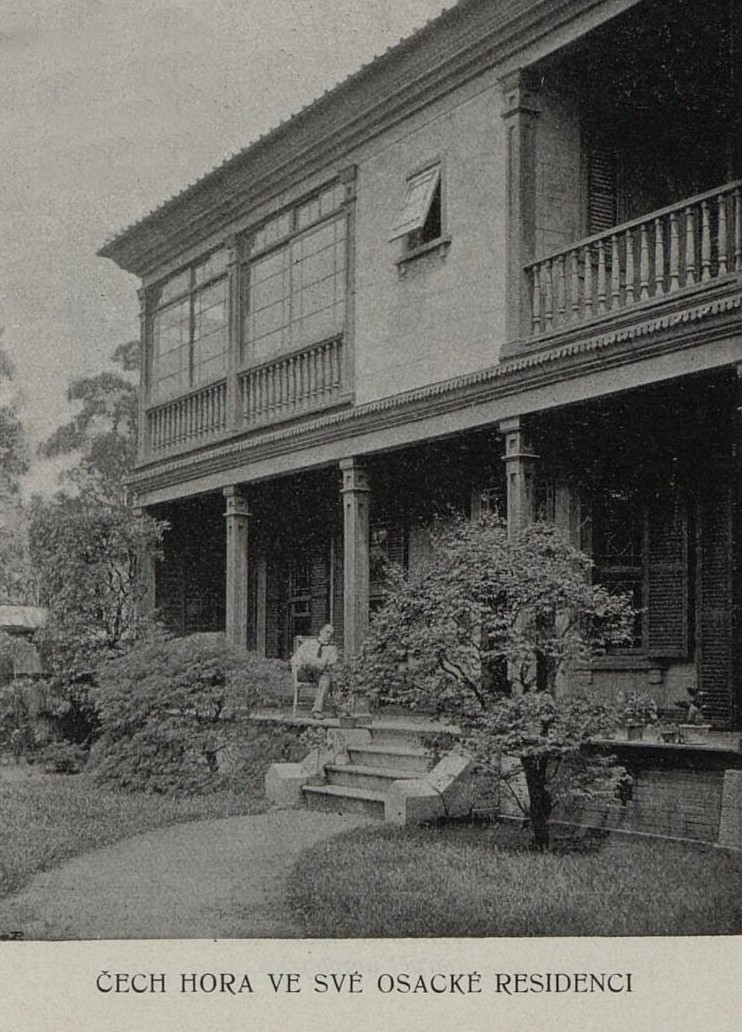
Karel Jan Hora ve svém domě v Osace, 1906

V Japonsku se před rokem 1909 oženil s Japonkou Fuku Takemoto a měl s ní dvě děti, dceru Vaku a syna Karla Horu. Poté co původního japonského zaměstnavatele v listopadu 1908, založil spolu s Edith de Lalande (později provdaná Edith Tōgō, 3. 2. 1887–4. 11. 1967) a Janem Letzelem projekční kancelář E. de Lalande Company, Architects and Engineers. Po rozchodu Edith de Lalande založili Letzel a Hora vlastní kancelář Letzel & Hora v Tokiu, s pobočkou v Jokohamě, kterou vedl Ing. Hora. Po požáru sídla přesídlila firma v lednu 1910 do Jokohamy. Činnost této projekční kanceláře byla ukončena dne 1. července 1913 a nástupnickou firmou se stalatéhož dne Architectural & Engineering Offices Jan Letzel, Tokyo.
V té době byl Karel Jan Hora též zástupcem mladoboleslavské automobilky Laurin & Klement a německého výrobce trubek Mannesmann.
V roce 1913 se přestěhoval i s rodinou z Japonska do Šanghaje v Číně. Když byli v roce 1917 z Číny vypovězeni, celá rodina se dostala postupně přes New York, Švédsko, Dánsko a Německo do Čech. V Čechách se usadil Hora s rodinou v Poděbradech, kde měl jeho příbuzný František Hora slévárnu. Po vzniku Československa se Hora přihlásil do československé armády.

### V Jižní Africe
V roce 1935 byl pověřen vedením konzulátu v Johannesburgu. V letech 1938–1939 vykonával funkci oficiálně jmenovaného honorárního konzula. Zde se např. v roce 1937 zasloužil o provedení Prodané nevěsty v Johannesburgu.
Karel Jan Hora zemřel v roce 1974 v Johannesburgu v Jihoafrické republice.[zdroj?]

## Dílo
Karel Jan Hora překládal, zejména z japonštiny.
- Inazo Nitobé: Duše Japonska, Bušidó (překlad K. J. Hora, vydal Josef Pelcl, Praha, 1904, titulní kresba Sanči Ogawa)